# 東京証券取引所で上場廃止となった企業一覧
東京証券証券取引所で上場廃止となった企業一覧（とうきょうしょうけんとりひきじょでじょうじょうはいしとなったきぎょういちらん）は、過去に東京証券取引所で上場廃止となった企業の一覧である。
主に倒産、上場廃止基準の抵触に伴って上場廃止になった企業について記述する。株式交換、株式移転、株式併合、合併による上場廃止はここでは記述しない。

## 東証で上場廃止となった日本企業

### 1949年
- 石原産業(1949年7月1日)第二会社設立により[1]
- 扶桑金属工業(1949年7月30日)第二会社設立により[2]
- 王子製紙(1949年8月16日)第二会社設立により[3]
- 大日本麦酒(1949年8月22日)第二会社設立により[3]
- 日本窒素肥料(1949年8月22日)第二会社設立により[3]
- 東洋汽船(1949年9月26日)第二会社設立により[4]
- 三菱化工機(1949年9月28日)第二会社設立により[4]
- 日本製鋼所(1949年10月10日)第二会社設立により[5]
- 日本漁業(1949年11月7日)事業縮小により[6]
- 大建産業(1949年11月10日)第二会社設立により[6]
- 三菱製鋼(1949年11月11日)第二会社設立により[6]
- 明和興業(1949年11月21日)第二会社設立により[6]
- 理研工業(1949年11月24日)第二会社設立により[6]
- 東京無線電機(1949年11月28日)第二会社設立により[7]

### 1950年代
- 池貝自動車製造(1951年8月27日)資本金不足または株式分布不良[8]
- 関東自動車工業(1951年8月27日)資本金不足または株式分布不良[8]
- 共立窯業原料(1951年8月27日)資本金不足または株式分布不良[8]
- 神戸電機(1951年8月27日)資本金不足または株式分布不良[8]
- 国産電機(1951年8月27日)資本金不足または株式分布不良[8]
- 桜田機械工業(1951年8月27日)資本金不足または株式分布不良[8]
- 自動車部品製造(1951年8月27日)資本金不足または株式分布不良[8]
- 多々良製作所(1951年8月27日)資本金不足または株式分布不良[8]
- 帝国精工(1951年8月27日)資本金不足または株式分布不良[8]
- 東海観光事業(1951年8月27日)資本金不足または株式分布不良[8]
- 東洋食品(1951年8月27日)資本金不足または株式分布不良[8]
- 東亜港湾工業(1951年8月27日)資本金不足または株式分布不良[8]
- 東亜道路工業(1951年8月27日)資本金不足または株式分布不良[8]
- 東都冷蔵(1951年8月27日)資本金不足または株式分布不良[8]
- 日興紡績(1951年8月27日)資本金不足または株式分布不良[8]
- 日本バルブ製造(1951年8月27日)資本金不足または株式分布不良[8]
- 日東石膏(1951年8月27日)資本金不足または株式分布不良[8]
- 日本油機製造(1951年8月27日)資本金不足または株式分布不良[8]
- 早川鉄工所(1951年8月27日)資本金不足または株式分布不良[8]
- 森永薬品(1951年8月27日)資本金不足または株式分布不良[8]
- アルマイト工業(1951年8月27日)資本金不足または株式分布不良[8]
- 寿工業(1951年10月15日)資本金不足または株式分布不良[9]
- 五洋水産(1951年10月15日)資本金不足または株式分布不良[9]
- 島根水産(1951年10月15日)資本金不足または株式分布不良[9]
- 奈良電気鉄道(1951年10月15日)資本金不足または株式分布不良[9]
- 日本製網(1951年10月15日)資本金不足または株式分布不良[9]
- 日本食料産業(1951年10月15日)資本金不足または株式分布不良[9]
- 日本絹織(1951年10月15日)資本金不足または株式分布不良[9]
- 日本ニッケル(1951年10月15日)資本金不足または株式分布不良[9]
- 松沢織物(1951年10月15日)資本金不足または株式分布不良[9]
- 和光堂(1951年10月15日)資本金不足または株式分布不良[9]
- 利久醗酵工業(1951年12月25日)売買高僅少[10]
- 東京繊維工業(1952年2月18日)会社整理[11]
- 野沢石綿セメント(1952年2月18日)売買高僅少・株式分布不良[11]
- 日本皮革(1952年3月7日)	資本金不足[11]
- 国際不動産(1952年3月8日)資本金不足[11]
- 品川製作所(1952年3月14日)資本金不足[11]※1961年10月2日、東証2部に再上場するが、1964年6月10日に再び上場廃止
- 日本観光(1952年3月14日)資本金不足[11]
- 復興建築助成(1952年3月14日)資本金不足[11]
- 日産皮革(1952年4月7日)会社整理[12]
- 東北毛織(1952年5月19日)会社整理[13]
- 共和レザー(1952年7月21日)会社整理[14]
- 太陽毛糸紡績(1953年4月16日)再建整備[15]
- 日本アルミニウム(1953年5月1日)再建整備[15]
- 帝国化学工業(1953年6月15日)会社整理[16]
- 日本建鐵(1953年7月1日)	不渡り・銀行取引停止[16]
- 太陽商社(1953年8月19日)不渡り・銀行取引停止[17]
- 北海道バター(1953年11月24日)売買高僅少[18]
- 新報国製鉄(	1953年12月25日)会社整理[19]
- 日本海運(1953年12月25日)事業縮小[19]
- 南海電気鉄道(1954年3月4日)売買高僅少・株式分布不良[20]
- 川南工業(1954年4月1日)不渡り・契約違反[21]
- 日本飼糧畜産(1954年4月1日)不渡り[21]
- 不二越鉱業(1954年10月7日)会社再建[22]
- 尼崎製鋼所(1954年10月21日)会社再建[22]
- 横浜造船車輛(1954年11月1日)会社整理[23]
- 昭光商事(1954年11月8日)不渡り・銀行取引停止[23]
- 佐世保船舶工業(1955年1月24日)会社整理・銀行取引停止[24]
- 酸水素油脂工業(1955年2月21日)売買高僅少[24]
- 高砂鐵工(1955年2月26日)ダブル株券発行・更生法適用[24]
- 八洲化学(1955年2月28日)資本金不足[24]
- 新日本海運(1955年5月23日)株式分布不良[25]
- 日本軽合金(1955年6月15日)営業譲渡[25]
- 第一通商(1955年6月27日)営業譲渡[25]
- 日新耐火工業(1955年6月27日)銀行取引停止[25]
- 渡辺製菓(1955年8月10日)銀行取引停止[26]
- 大同石油(1956年6月1日)不渡り・銀行取引停止[27]
- オオタ自動車工業(1956年6月1日)更生計画[27]
- 岩手窯業鉱山(1956年6月1日)会社整理[27]※1961年10月2日、東証2部に再上場するが、1963年12月28日に再び上場廃止
- 津上製作所(1956年6月7日)銀行取引停止[28]
- 京都織物(1956年8月13日)売買高僅少・株式分布不良[29]
- 日平産業(1956年10月26日)銀行取引停止・更生法[30]
- 東洋繊維(1956年12月20日)更生法[31]
- 群馬蚕糸製造(1958年6月11日)売買高僅少[32]
- 桐生機械(1959年6月13日)更生申立て[33]

### 1960年代
- 日東金属工業(1960年1月4日)株式分布不良[34]
- 日本銀行(1960年5月26日) [35]

1960年（昭和35年）8月10日 証券コード協議会総会にて各銘柄のコードを全国的に統一、同年10月1日実施。
- 大和毛織(1960年11月1日)事業大幅縮小[38]

1961年（昭和36年）10月2日 市場第二部開設
- 中部工業(1962年7月16日、東証2部)銀行取引停止[39]
- 南旺観光(1962年12月27日、東証2部)株券の不正発行・銀行取引停止[40]
- 新光製糖(1963年3月7日、東証1部)売買高不足[41]
- 岩城硝子(1963年3月7日、東証1部)売買高不足[41]、1988年10月5日再上場
- 日本アルミニウム工業(1963年3月7日、東証1部)売買高不足[41]
- 玉井商船(1963年3月7日、東証2部)売買高不足[41]
- 星製薬(1963年4月3日、東証1部)売買高不足[42]
- 山口自転車工場(1963年9月9日、東証2部)銀行取引停止[43]
- 帝国硫黄工業(1963年10月1日、東証2部)資本金不足[44]
- 太陽火災海上保険(1963年10月1日、東証2部)資本金不足[44]
- 大王製紙(1963年12月28日、東証1部)更生申立て[45]1982年11月再上場
- 東急くろがね工業(1963年12月28日、東証1部)更生申立て[45]
- 新東宝(1963年12月28日、東証1部)銀行取引停止[45]
- 高野建設(1963年12月28日、東証2部)銀行取引停止[45]
- 日本製紙(1963年12月28日、東証2部)銀行取引停止[45]
- 岩手窯業鉱山(1963年12月28日、東証2部)銀行取引停止[45]
- 改源(1963年12月28日、東証2部)銀行取引停止[45]
- 旭産業(1963年12月28日、東証2部)	銀行取引停止[45]
- 日本不動産(	1963年12月28日、東証2部)銀行取引停止[45]
- 昭和重工(1963年12月28日、東証2部)銀行取引停止[45]
- 日東製紙(1963年12月28日、東証2部)営業活動停止[45]
- カワサキメグロ製作所(1963年12月28日、東証2部)内整理[45]
- 富士ホーニング工業(1964年3月12日、東証2部)銀行取引停止[46]
- 住江織物(1964年5月1日、東証1部)売買高不足[47]
- 東京発動機(1964年5月25日、東証1部)更生申立て[48]
- 品川製作所(1964年6月10日、東証2部)更生申立て[49]
- 日満興業(1964年6月15日、東証1部)更生申立て[50]
- 福泉醸造工業(1964年6月17日、東証2部)更生申立て[50]
- 関西工機(1964年7月17日、東証2部)更生申立て[51]
- 東京電機製造(1964年8月12日、東証2部)銀行取引停止、更生申立て[52]
- ネコス(1964年9月26日、東証2部)更生申立て[53]
- 日電工業(1965年1月28日、東証2部)銀行取引停止[54]
- 新世乳業(1965年2月9日、東証2部)銀行取引停止[54]
- 日本特殊鋼(1965年3月2日、東証1部)更生申立て[55]
- サンウェーブ工業(1965年3月15日、東証1部)更生申立て[56]
- 同興紡績(1965年4月28日、東証2部)売買高不足[57]
- 大日機械製作所(1965年5月4日、東証2部)更生申立て[57]
- 日本繊維工業(1965年6月3日、東証1部 3303)更生申立て[58]
- 山陽特殊製鋼(1965年6月8日、東証1部)更生申立て[58]
- 中須製作所(1965年8月6日、東証2部 6438)更生申立て[59]
- 横浜造船(1965年8月31日、東証2部)整理の申立て[60]
- 大阪土木工業(1965年10月18日、東証2部)銀行取引停止[61]
- 津島毛糸紡績(1965年11月1日、東証2部)資本金不足[61]
- 松岡ビンクス機器(1965年12月11日、東証2部 6387)銀行取引停止[62]
- 日本鋳鋼(1966年1月17日、東証2部)更生申立て[63]
- 多木製肥所(1966年2月14日、東証2部)売買高不足[64]
- 帝国製鉄(1966年4月12日、東証2部)銀行取引停止[65]
- ライフアン工業(1966年4月30日、東証2部)資本金不足[66]
- 山一証券(1966年8月22日、東証2部)営業譲渡を理由とする上場廃止申請による[67]
- 日本蒸溜工業(1967年1月4日、東証2部)更生申立て[68]
- 新田建設(1967年2月13日、東証2部)銀行取引停止[69]
- 東京プリーツ(1967年6月14日、東証2部)営業活動停止[70]
- 富士製粉(1968年8月23日、東証2部)売買高不足[71]
- 高千穂製紙(1968年8月26日、東証2部 3879)資本金不足[71]
- 大日本セロフアン(1968年9月14日、東証1部)更生申立て[72]
- 磐梯急行電鉄(1968年10月16日、東証2部)銀行取引停止[73]
- アート工業(1968年11月30日、東証2部)和議申立て[74]
- 松尾鉱業(1969年3月19日、東証1部)更生または整理[75]
- 明治鉱業(1969年5月27日、東証1部)営業活動停止[76]
- 麻生産業(1969年6月30日、東証2部)解散[77]
- 日本針布(1969年10月11日、東証2部)会社整理[78]
- 日本船舶(1969年11月18日、東証2部)資本金不足[79]

### 1970年代
- 雄別炭礦（1970年4月25日、東証1部 1509）
- 日本炭鉱（1971年5月18日、東証1部 1508）
- 日本熱学工業(1974年8月21日、東証1部 1977) [80]
- 貝島炭礦（1976年6月26日、東証1部 1510）
- 北海道炭礦汽船（1978年、東証1部 1505）

### 1980年代
- 大光相互銀行（1980年3月28日、東証1部 8537）
- 函館ドック（1980年10月1日、東証1部 7009）
- 燐化学工業（1980年11月14日、東証2部 4066）
- 秋木工業（1983年2月25日、東証1部 7901）
- 油谷重工（1983年10月2日、東証1部 6307）
- 大沢商会（1984年6月1日、東証1部 8037）
- マミヤ光機（1984年6月6日、東証1部 7754）
- リッカー（1984年10月24日、東証1部 6433）
- 三光汽船（1985年11月14日、東証1部 9112）

### 1990年代前半
- レック（1992年8月11日、東証2部 8149）
- イトマン（1993年3月25日、東証1部 8009）
- にっかつ（1993年10月2日、東証1部 9606）
- オリエンタル写真工業（1995年8月15日、東証2部 4903）

### 1996年
- 兵庫銀行（1996年1月29日、東証1部 8532）
- 日本住宅金融（1996年8月31日、東証1部 8581）
- 太平洋銀行（1996年9月17日、東証1部 8546）

### 1997年
- 京樽（1997年4月20日、東証1部 8187）
- 雅叙園観光（現：東北雅叙園、1997年5月6日、東証1部 9705）
- シーコム（1997年9月29日、東証2部 9125）
- 東海興業（1997年10月16日、東証1部 1849）
- 多田建設（1997年10月31日、東証1部 1843）
- 大都工業（1997年11月20日、東証1部 1891）
- ヤオハンジャパン（現：マックスバリュ東海、1997年12月19日、東証1部 8198）

### 1998年
- 三洋証券（1998年2月4日、東証1部 8605）
- 大同コンクリート工業（1998年3月3日、東証1部 5263）
- 東食（1998年3月19日、東証1部 8034）
- 山一證券（1998年3月27日、東証1部 8602）
- 德陽シティ銀行（1998年6月17日、東証1部 8547）
- 大倉商事 (1998年8月22日、東証1部 8054)
- 北海道拓殖銀行（1998年8月27日、東証1部 8312）
- 三井埠頭（1998年9月5日、東証2部 9352）
- ヤハギ（1998年10月3日、東証2部 5544）
- 日本長期信用銀行（現：SBI新生銀行、1998年10月24日、東証1部 8303）
- 日本債券信用銀行（現：あおぞら銀行、1998年12月14日、東証1部 8304）

### 1999年
- 日本国土開発（1999年3月2日、東証1部 1887）
- トーアスチール（1999年4月1日、東証1部 5447）
- 日興電機（1999年7月12日、東証2部 6903）
- 佐々木硝子（1999年7月27日、東証1部 5211）
- 立川（1999年10月13日、東証2部 8026）
- 興国鋼線索（1999年10月20日、東証2部 5655）
- なみはや銀行（1999年11月8日、東証1部 8525）
- 新潟中央銀行（1999年12月30日、東証1部 8538）

### 2000年
- 長崎屋（2000年5月14日、東証1部 8262）
- エルカクエイ（2000年5月15日、東証1部 8826）
- 日本NCR（2000年6月30日、東証1部 6953）
- 東洋製鋼（2000年7月15日、東証2部 5443）
- 日貿信（2000年7月26日、東証1部 8582）
- ライフ（2000年8月20日、東証1部 8587）
- 第一ホテル（2000年8月27日、東証1部 9710）
- そごう（2000年10月10日、東証1部 8243）
- 藤井（2000年12月26日、東証1部 8100）
- 川崎電気（現：かわでん、2000年12月30日、東証2部 6648）

### 2001年
- 赤井電機（2001年2月3日、東証1部 6802）
- 富士車輌（2001年5月24日、東証1部 7104）
- 池貝（2001年6月1日、東証1部 6102）
- 冨士工（2001年6月24日、東証1部 1809）
- マイカル（2001年12月15日、東証1部 8269）

### 2002年
- 大倉電気（2002年1月30日、東証1部 6851）
- エルゴテック（2002年2月3日、東証2部 1962）
- 大成火災海上保険（2002年2月23日、東証1部 8765）
- 新潟鐵工所（2002年2月28日、東証1部 6011）
- 青木建設（2002年3月7日、東証1部 1886）
- 殖産住宅相互（2002年4月14日、東証1部 1920）
- 雪印食品（2002年4月30日、東証2部 2287）
- 段谷産業（2002年5月3日、東証1部 7910）
- ナカミチ（2002年5月20日、東証2部 6813）
- 日本重化学工業（2002年5月23日、東証1部 5562）
- 佐藤工業（2002年6月4日、東証1部 1804）
- 日本加工製紙（2002年6月13日、東証1部 3870）
- 住倉工業（2002年6月18日、東証2部 6114）
- 日産建設（2002年7月1日、東証1部 1818）
- 第一家庭電器（2002年7月17日、東証1部 8172）
- 宝幸水産（2002年7月26日、東証1部 1351）
- テザック（2002年8月5日、東証1部 3115）
- シントム（2002年9月27日、東証1部 6808）
- 大日本土木（2002年10月16日、東証1部 1836）
- 日立精機（2002年11月20日、東証1部 6106）
- ニツセキハウス工業（2002年12月1日、東証1部 1917）
- 古久根建設（2002年12月16日、東証1部 1838）

### 2003年
- 神戸生絲（2003年3月21日、東証1部 3007）
- セザール（2003年4月25日、東証1部 8845）
- 南海毛糸紡績（2003年4月30日、東証2部 3206）
- 大和建設（2003年6月3日、東証2部 1829）
- 大江工業（2003年6月30日、東証2部 6394）
- 福助（2003年7月22日、東証1部 3584）
- オリエント時計（2003年7月27日、東証2部 7764）

### 2004年
- あしぎんフィナンシャルグループ（2004年1月26日、東証1部 8352）
- プラス・テク（2004年3月1日、東証2部 4219）
- キャッツ（2004年3月24日、東証1部 9786）
- 環境建設（2004年4月30日、東証1部 1825）
- 大木建設（2004年5月6日、東証1部 1851）
- ジェネラスコーポレーション（2004年5月27日、東証1部 9703）
- 丸石ホールディングス（2004年9月4日、東証2部 7307）
- 西武鉄道（2004年12月17日、東証1部 9002）
- 伊豆箱根鉄道（2004年12月26日、東証2部 9013）

### 2005年
- アソシエント・テクノロジー（2005年1月2日、マザーズ 3714）
- 駿河屋（2005年1月7日、東証2部 2205）
- 日立造船富岡機械（2005年3月26日、東証2部 6341）
- カネボウ（2005年6月13日、東証1部 3102）
- ゼクー（2005年6月30日、マザーズ 2758）
- ボーダフォン（現：ソフトバンク、2005年8月1日、東証1部 9434）
- 勝村建設（2005年10月30日、東証1部 1817）
- ノース（2005年11月15日、マザーズ 6732）
- ワールド（2005年11月15日、東証1部 3596）2018年9月28日に再上場。
- ポッカコーポレーション（2005年12月5日、東証1部 2592）

### 2006年
- すかいらーく（2006年9月19日、東証1部 8180）[81]　2014年10月9日に再上場。
- ライブドア（現：LDH、2006年4月14日、マザーズ 4753）
- ライブドアマーケティング（現：メディアイノベーション、2006年4月14日、マザーズ 4759）

### 2007年
- アイ・エックス・アイ（2007年2月22日、東証2部 4313）
- キューサイ（2007年3月23日、東証2部 2596）
- インターネット総合研究所（2007年6月24日、マザーズ 4741）
- UDトラックス（旧:日産ディーゼル工業。2007年7月23日、東証1部 7210）
- 九州親和ホールディングス（2007年9月13日、東証1部 8340）
- フレームワークス（2007年10月13日、マザーズ 3740）
- クレディア（2007年10月15日、東証1部 8567）
- みらい建設グループ（2007年10月28日、東証1部 1792）

### 2008年
- シンプレクス・インベストメント・アドバイザーズ（2008年3月9日、マザーズ 8942）
- パトライト（2008年3月21日、東証1部 6825）
- オーベン（2008年4月19日、マザーズ 4797）
- ニイウス コー（2008年6月1日、東証2部 2731）
- トスコ（2008年7月1日、東証2部 3304）
- スルガコーポレーション（2008年7月25日、東証2部 1880）
- 東京相和銀行（現：東京スター銀行1999年9月11日、再上場後2008年7月27日に再度上場廃止、東証1部 8534）
- 真柄建設（2008年8月6日、東証1部 1839）
- ゼファー（2008年8月19日、東証1部 8882）
- アーバンコーポレイション（2008年9月14日、東証1部 8868）
- 創建ホームズ（2008年9月27日、東証1部 8911）
- 北日本紡績（2008年9月30日、東証2部 3409）[82]
- リプラス（2008年10月9日、マザーズ 8936）
- ジェネシス・テクノロジー（2008年10月26日、東証2部 2473）
- シーズクリエイト（2008年10月27日、東証1部 8921）
- ランドコム（2008年10月30日、東証2部 8948）
- 井上工業（2008年10月31日、東証2部 1858）
- 新井組（2008年11月1日、東証1部 1854）
- ノエル（2008年11月15日、東証2部 8947）
- オリエンタル白石（2008年12月25日、東証1部 1786）
- モリモト（2008年12月25日、東証2部 8899）

### 2009年
- ダイア建設（2009年1月20日、東証2部 8858）民事再生手続き
- クリード（2009年2月10日、東証1部 8888）会社更生手続き
- オー・エイチ・ティー（2009年2月21日、マザーズ 6726）虚偽記載
- 春日電機（2009年2月21日、東証2部 6650）監査意見不表明
- 小杉産業（2009年3月3日、東証2部 8146）破産手続き
- 日本綜合地所（2009年3月6日、東証1部 8878）会社更生手続き
- ニチモ（2009年3月14日、東証2部 8839）民事再生手続き
- あおみ建設（2009年3月20日、東証1部 1889）会社更生手続き
- SFCG（2009年3月24日、東証1部 8597）民事再生手続き
- パシフィックホールディングス（2009年4月11日、東証2部 8902）会社更生手続き
- アゼル（2009年4月14日、東証1部 1872）破産手続き
- アーティストハウスホールディングス（2009年4月28日、マザーズ3716）事業活動の停止
- モック（2009年5月1日、マザーズ2363）時価総額所要額未満
- アイ・ビー・イーホールディングス（2009年5月1日、マザーズ2347）虚偽記載
- ジョイント・コーポレーション（2009年6月30日、東証1部 8874）会社更生手続き
- 中央コーポレーション（2009年5月25日、東証2部 3207）民事再生手続き
- ネクステック（2009年7月20日、マザーズ3767）債務超過
- ゴンゾ（2009年7月30日、マザーズ3755）債務超過
- エス・サイエンス（2009年8月9日、東証1部 5721）不適当な合併等[83]
- シルバーオックス（2009年9月16日、東証1部 8024）破産手続き
- ラディアホールディングス（2009年10月30日、東証2部 4723）株式の全部取得
- JDC信託（2009年11月1日、マザーズ4815）事業活動の停止
- ロプロ（2009年12月3日、東証1部 8577）会社更生手続き
- 太平洋海運（2009年12月、東証1部 9123）完全子会社化

### 2010年
- ユニオンホールディングス（2010年2月19日、東証2部 7736）相場操縦を理由とする有価証券上場規程第601条第1項第20号該当による
- 日本航空（2010年2月20日、東証1部 9205）会社更生手続き
- 吉本興業（2010年2月24日、東証1部 9665）株式の全部取得
- ワンダーテーブル（旧富士汽船）（2010年4月20日、東証2部 9174）株式の全部取得
- チムニー（2010年4月22日、東証2部 3362）株式の全部取得
- エフオーアイ（2010年6月15日、マザーズ 6253）上場審査時の粉飾決算発覚による
- ゼクス（2010年6月15日、東証1部 8913）四半期報告書提出遅延
- エスエス製薬（2010年7月16日、東証1部 4537）株式の全部取得
- アドバックス（2010年8月11日、マザーズ 4749）不適当な合併等
- シニアコミュニケーション（2010年9月25日、マザーズ 2463）虚偽記載
- 武富士（2010年10月29日、東証1部 8564）会社更生手続き
- 大和システム（2010年11月2日、東証2部 8939）民事再生手続き
- TCBホールディングス（2010年11月5日、マザーズ 2356）破産手続き

### 2011年
- シルバー精工（2011年1月29日、東証1部 6453）銀行取引の停止
- レイテックス（2011年3月1日、マザーズ 6672）時価総額が所要額未満
- リンク・ワン（2011年4月26日、マザーズ 2403）再建計画開示後1か月間の時価総額が5億円未満
- デザインエクスチェンジ（2011年5月1日、マザーズ 4794）時価総額が所要額未満
- メルクス（2011年6月29日、東証2部 7934）時価総額が所要額未満
- LTTバイオファーマ （2011年8月9日、マザーズ 4566）不適当な合併等
- C&I Holdings（2011年10月3日、東証2部 9609）監査意見不表明
- サンシティ（2011年10月27日、東証1部 8910）民事再生手続き

### 2012年
- エルピーダメモリ（2012年3月28日、東証1部 6665）会社更生手続き
- 山水電気（2012年5月3日、東証1部 6793）民事再生手続き
- NISグループ（2012年6月10日、東証2部 8571）民事再生手続き
- シコー（2012年9月11日、マザーズ 6667）民事再生手続き
- サクラダ（2012年12月12日、東証1部 5917）破産手続き

### 2013年
- メビオファーム（2013年6月7日、東証PRO 4580）申請による上場廃止
- クロニクル（2013年7月17日、東証JQ 9822）四半期報告書提出遅延
- インデックス（2013年7月28日、東証JQ 4835）民事再生手続き
- ジパング（2013年9月11日、東証JQ 2684）不適当な合併等
- ワールド・ロジ（2013年9月14日、東証JQ 9378）破産手続き

### 2014年
- インスパイアー（2014年9月13日、東証JQ 2724）有価証券報告書提出義務違反

### 2015年
- スカイマーク（2015年3月1日、東証1部 9204）民事再生手続き
- 京王ズホールディングス（2015年5月29日、マザーズ 3731）上場契約違反等
- 江守グループホールディングス（現：サスティナ、2015年5月31日、東証1部 9963）民事再生手続き
- 石山Gateway Holdings（2015年8月1日、東証JQ 7708）公益・投資者保護
- メッツ（現：きずな、2015年8月10日、マザーズ 4744）不適当な合併等
- グローバルアジアホールディングス（2015年9月12日、東証JQ 3587）上場契約違反等
- 第一中央汽船（2015年10月30日、東証1部 9132）民事再生手続き
- エル・シー・エーホールディングス（2015年12月1日、東証2部 4798）特設注意市場銘柄等

### 2016年
- 東福製粉（2016年1月25日、東証2部 2006）流通株式時価総額が所要額未満[84]
- イーター電機工業（2016年7月25日、東証JQ 6891）債務超過
- MAGねっとホールディングス（2016年8月1日、東証JQ 8073）債務超過
- メディビックグループ（2015年10月6日、マザーズ 2369）売上高が所要額未満
- サハダイヤモンド（2016年11月1日、東証JQ 9898）株価が所要額未満
- モジュレ（2016年11月1日、東証JQ 3043）有価証券報告書提出遅延

### 2017年
- T&Cメディカルサイエンス（2017年3月28日、東証JQ 3832）JASDAQ業績基準該当及び債務超過
- フード・プラネット（2017年5月29日、東証2部 7853）内部管理体制等について改善がなされなかったと東京証券取引所が認める場合に該当
- タカタ（現：TKJP、2017年7月27日、東証1部 7312）民事再生手続き
- 郷鉄工所（2017年9月11日、東証2部 6397）有価証券報告書提出遅延

### 2018年
- 日本海洋掘削（2018年7月23日、東証1部 1606）会社更生手続き
- ソルガム・ジャパン・ホールディングス（2018年9月3日、東証JQ 6636）有価証券報告書提出遅延

### 2019年
- シベール（現：つばさ、2019年2月18日、東証JQ 2228）民事再生手続き
- 花月園観光（2019年11月1日、東証2部 9674）時価総額が所要額未満

### 2020年
- 小島鐵工所（2020年3月29日、東証2部 6112）時価総額が所要額未満[85]
- レナウン（2020年6月16日、東証1部 3606）公益・投資者保護（民事再生手続き開始の決定）
- Nuts（2020年10月3日、東証JQ 7612）公益・投資者保護（破産手続き開始の決定）

### 2021年
- ワタベウェディング（2021年6月28日、東証1部 4696）株式の併合・破産手続、再生手続又は更生手続に準する状態（債務免除）
- 五洋インテックス（2021年7月26日、東証JQ 7519）内部管理体制等について改善がなされなかったと東京証券取引所が認める場合に該当
- オンキヨーホームエンターテイメント（2021年8月1日、東証JQ 6628）債務超過

### 2022年
- グレイステクノロジー（2022年2月28日、東証1部 6541）四半期報告書提出遅延
- テラ（2022年8月23日、東証スタンダード 2191）破産手続き

### 2023年
- アジア開発キャピタル（2023年4月30日、東証スタンダード 9318）内部管理体制等について改善がなされなかったと東京証券取引所が認める場合に該当
- ディー・ディー・エス（2023年8月4日、東証グロース 3782）内部管理体制確認書の提出前で、内部管理体制等について改善の見込みがなくなったと当取引所が認める場合
- ルーデン・ホールディングス（2023年12月30日、東証グロース 1400）内部管理体制確認書の提出前で、内部管理体制等について改善の見込みがなくなったと当取引所が認める場合

### 2024年
- プロルート丸光（2024年1月6日、東証スタンダード 8256）会社更生手続き
- アルデプロ（2024年4月23日、東証スタンダード 8925）内部管理体制確認書の提出前で、内部管理体制等について改善の見込みがなくなったと当取引所が認める場合
- 日本電解（2024年12月28日、東証グロース 5759）民事再生手続き

### 2025年
- オルツ（2025年8月31日（予定）、東証グロース 260A）新規上場申請に係る宣誓書において宣誓した事項について重大な違反を行った場合
- アルファクス・フード・システム（2025年9月6日（予定）、東証グロース 3814）半期報告書提出遅延
- 創建エース（2025年9月19日（予定）、 東証スタンダード 1757）虚偽記載

## 東証で上場廃止となった外国企業

### 1991年
- Kマート
- ロンロー

### 1993年
- ウェイスト・マネジメント（1993年6月30日）
- ファースト・シカゴ（1993年6月30日）
- ジョージア － パシフィック コーポレーション（1993年6月30日）
- エスシーイーコーポレーション（1993年6月30日）
- カナダロイヤル銀行
- ディクソンズ・グループ
- ベルサウスコーポレーション
- ワーナー・ランバート

### 1994年
- ヒューレット・パッカード（1994年3月31日）
- ホスト・マリオット・コーポレーション（1994年5月31日、9772）
- フォーリン・アンド・コロニアル（1994年11月30日）
- スコット・ペーパー（英語版）（1994年12月31日）
- ブリティッシュガス（1994年12月31日）

### 1995年
- カナダコマース銀行（1995年1月31日）
- スタンダードチャータード銀行（1995年1月31日）
- ゼネラル・エレクトリック（1995年6月30日）
- ロックウェル・インターナショナル（1995年10月30日）
- ウォルト・ディズニー・カンパニー

### 1996年
- バンク・オブ・アメリカ（旧、1996年3月4日）
- シアーズ（1996年5月19日）
- エクソン（1996年12月27日）

### 1997年
- AT&T（1997年6月29日）
- アルキャンアルミニウム（1997年12月13日）
- アンハイザー・ブッシュ（1997年12月30日）
- テキサス・インスツルメンツ

### 1998年
- オクシデンタル・ペトロリウム
- ケーブル・アンド・ワイヤレス（1998年8月21日）
- ダイムラー・ベンツ（1998年12月23日）
- 3M

### 1999年
- マクドナルド（1999年5月19日）

### 2000年
- アーチャー・ダニエルズ・ミッドランド（2000年12月15日）

### 2001年
- BSCH（2001年1月1日、8654）
- ネスレ（2001年3月27日、2960）

### 2002年
- クレディ・スイスグループ（2002年11月29日、8653）

### 2003年
- イーライ・リリー（2003年4月21日、4857）

### 2004年
- プロクター・アンド・ギャンブル（2004年5月7日、4852）
- コメルツ銀行（2004年5月29日、8644）
- Apple Computer（2004年12月25日、6689）

### 2005年
- IBM（2005年5月6日、6680）
- ペプシコ（2005年5月19日、2953）
- モトローラ（2005年7月25日、6686）

### 2006年
- ダイムラー・クライスラー（2006年7月28日、7663）
- ナショナルオーストラリア銀行（2006年9月10日、8637）
- ドイツ銀行（2006年9月29日、8651）

### 2007年
- ボルボ（2007年3月23日、7652）
- ウエストパック銀行（2007年7月13日、8641）
- ヘンダーソン・ランド・デベロップメント（2007年7月20日、8990）
- フォルクスワーゲン（2007年12月21日、7659）

### 2008年
- バークレイズ・ピーエルーシー（2008年6月28日、8642）
- ビーピー・ピーエルシー（2008年8月1日、5051）
- ザ・ボーイング・カンパニー（2008年8月15日、7661）
- アジア・メディア・カンパニー・リミテッド（2008年9月20日、マザーズ 2149）
- バイエル・アクツィーエンゲゼルシャフト（2008年12月5日、4863）
- アルカテル・ルーセント（2008年12月19日、6687）
- ソシエテ・ジェネラル（2008年12月19日、8666）
- トロント・ドミニオン銀行（2008年12月20日、8640）

### 2009年
- BNPパリバ（2009年4月28日、8665）

### 2010年
- エイゴン・エヌ・ヴイ（2010年3月27日、8689）
- ユービーエス・エイ・ジー（2010年4月16日、8657）
- ドイツテレコム（2010年7月15日、9496）

### 2011年
- テレフォニカ・エセ・アー（2011年12月25日、9481）

### 2015年
- ジェー・ピー・モルガン・チェース・アンド・カンパニー（2015年4月26日、8634）申請による上場廃止
- ポスコ（2015年12月14日、5412）申請による上場廃止

### 2016年
- シティグループ・インク（2016年8月29日、8710）申請による上場廃止
- アキュセラ・インク（2016年11月28日、4589）アキュセラ・ノースアメリカ・インク（非上場）に合併
- ザ・ダウ・ケミカル・カンパニー（2016年12月8日、4850）申請による上場廃止

### 2017年
- バンク・オブ・アメリカ・コーポレーション（2017年5月1日、8648）申請による上場廃止

### 2018年
- アメリカン・インターナショナル・グループ・インク（2018年12月3日、8685）申請による上場廃止

### 2019年
- アフラック・インコーポレーテッド（2019年10月3日、8686）申請による上場廃止

### 不明
- ドレスナー銀行（8638）
- ファースト・ナショナル・シティ・コーポレーション
- フィリップモリス（2951）
- ヘキスト（4870）